# にっぽんのメロディー
『にっぽんのメロディー』は、NHKラジオ第1放送で1977年から1991年3月まで放送されたラジオ番組である。

## 概要
この番組は中西龍がNHK退職前後からパーソナリティを務め、主として戦前 - 戦後初期の懐メロにスポットライトを当てて、リスナーから寄せられたメッセージとともに当時の楽曲を放送していた。なおリスナーから寄せられたリクエストに対しては必ず放送日を事前に告知したという。
「赤とんぼ」のメロディーに載せて展開されるオープニングの口上「歌に思い出が寄り添い、思い出に歌は語りかけ、そのようにして歳月は静かに流れていきます。皆さんこんばんは、にっぽんのメロディー、中西龍でございます」という挨拶と、エンディングの俳句にまつわるエピソードの紹介は中西節として親しまれた。当初はNHKプロ野球の中継があった場合、放送が出来ない日もあった。

## 番組終了後
この番組が終了した後の1991年4月から1997年3月にはこの流れを汲む「わたしの歌日記」が放送された。番組は吉川精一、広瀬修子、秋山隆の各アナウンサーが担当して、リクエストとともに構成作家杉紀彦の詩をエンディングに取り上げた。
2008年、「ラジオ深夜便」の「深夜便アーカイブス」で放送されたが、NHKには音源資料テープが残っておらずリスナーが提供したテープを利用して再放送された。